# Enterobactina
L'enterobactina (també anomenada enteroquelina) és un sideròfor d'alta afinitat que adquireix ferro per als sistemes microbians. És principalment trobat en bacteris gramnegatius, com Escherichia coli i Salmonella typhimurium.
L'enterobactina és el sideròfor més fort que es coneix, enllaça l'ió fèrric (Fe3+) amb afinitat K = 1052 M−1. Aquest valor és notablement més gran que fins i tot el d'alguns quelats sintètics, com l'EDTA (Kf,Fe3+ ~ 1025 M−1). A causa de la seva afinitat alta, l'enterobactina és capaç de quelar fins i tot en entorns on la concentració d'ió fèrric roman molt baixa, com ara en els ésser vius. L'enterobactina pot extreure ferro fins i tot de l'aire. Els bacteris patògens poden obtenir ferro d'altres organismes mitjançant aquest sideròfor, fins i tot encara que la concentració de ferro sigui extremadament baixa, com és habitual, a causa de la toxicitat del ferro lliure.

## Estructura i biosíntesi
L'àcid corismic, un precursor d'aminoàcids aromàtics, és convertit a 2,3-àcid dihidroxibenzoic (DHB) mitjançant una sèrie d'enzims, EntA, EntB i EntC. Un enllaç amida del DHB a la L-serina és llavors catalitzat per EntD, EntE, EntF i EntB. Tres molècules de DHB-Ser experimentar una ciclació intermolecular, formant enterobactina. Tot i que es poden formar un cert nombre de estereoisòmers a causa de la qiralitat de la serina, només l'isòmer Δ-cis és metabòlicament actiu. La primera estructura tridimensional de l'enterobactina enllaçada formant un complex amb un metall va ser determinat per l'enllaç amb el vanadi(IV).

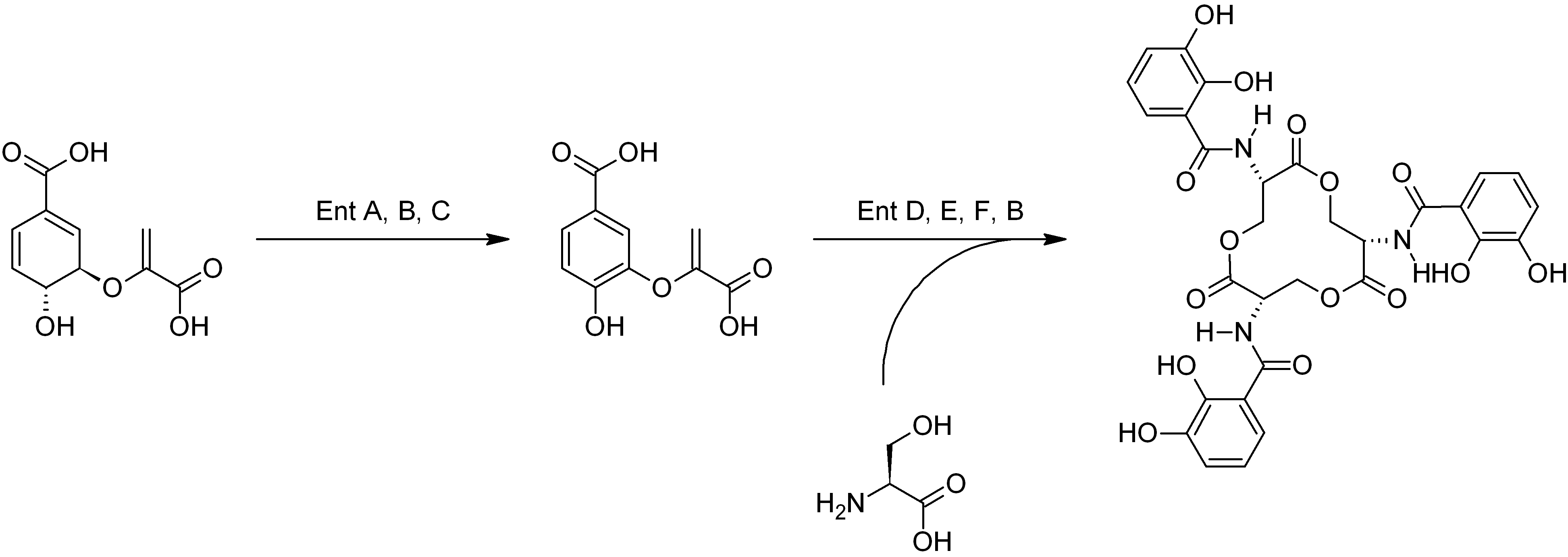
Mecanisme de biosíntesi de la enterobactina a partir d'àcid corismic i L-serina catalitzat per una sèrie d'enzims.

## Mecanisme
La deficiència de ferro en les cèl·lules bacterianes provoca la secreció d'enterobactina a l'entorn extracellular, causant la formació d'un complex de coordinació "FeEnt" en el qual l'ió fèrric és quelat a la base conjugada de l'enterobactina. En Escherichia coli, la proteïna FepA de la membrana exterior permet llavors l'entrada de FeEnt a l'espai periplasmàtic bacterià. FepB,C,D i G participen en el transport de FeEnt a través de la membrana interior mitjançant un transportador ABC.
Degut a l'extremadament alta afinitat del ferro per l'enterobactina, és necessari escindir el complex FeEnt amb ferrienterobactina esterasa per tal d'obtenir el ferro. Aquesta degradació produeix tres 2,3-dihidroxibenzoil-L-serines. La reducció del ferro (Fe3+ a Fe2+) ocorre conjuntament amb aquesta escissió, però cap enzim reductasa del FeEnt ha estat identificat, i el mecanisme per aquest procés és bastant incert. El potencial de reducció pel complex Fe3+/Fe2+–enterobactina és dependent del pH i varia de −0.57 V (vs NHE) a pH 6 a −0.79 V a pH 7.4 a −0.99 a pH>10.4.

## Història
L'enterobactina va ser descoberta pels grups de recerca de F. Gibson i J. B. Neilands l'any 1970. Aquests estudis inicials van establir-ne l'estructura i la seva relació amb l'àcid 2,3-dihidroxibenzoic.